# Maa
Ma es, en la mitología de los pueblos del Ponto y de la Capadocia, una diosa lunar y guerrera que personificaba la naturaleza, el crecimiento y la potencia generadora, a la que estos pueblos atribuyeron un carácter bélico y a la que Estrabón identifica con Artemisa.
Su templo más célebre era el de Comana, a cuyo servicio estaban adscritos 6.000 hieródulos. El templo del Ponto estaba servido por doncellas con armas que celebraban danzas militares, costumbre de la que es posible tomara origen la leyenda de las amazonas.